# 东亚羽节蕨
东亚羽节蕨（学名：Gymnocarpium oyamense）为蹄盖蕨科羽节蕨属下的一个种。